# Calligra Sheets
Calligra Sheets is een vrije spreadsheet die deel uitmaakt van Calligra Suite, een kantoorsoftwarepakket voor de KDE omgeving. Onder de oude naam KSpread maakt het programma deel uit van het pakket KOffice.
Enkele van de opties van Sheets zijn: meerdere bladen per document, uitgebreide opmaakmogelijkheden, ondersteuning voor meer dan 100 ingebouwde functies, sjablonen, grafieken, spellingscontrole, hyperlinks, en sorteren van gegevens.
Het eigen formaat van Sheets is XML, gecomprimeerd met ZIP. Sheets heeft echter ook de mogelijkheid om verschillende andere formaten te importeren, zoals Microsoft Excel, Applix Spreadsheet, Quattro Pro, CSV en ODS (LibreOffice Calc en OpenOffice.org Calc).